# Team Sunweb/Saison 2019
Diese Liste beschreibt die Mannschaft und die Erfolge des Radsportteams Team Sunweb in der Saison 2019.

## Erfolge in der UCI WorldTour
In den Rennen der UCI WorldTour 2019 der UCI WorldTour gelangen die nachstehenden Erfolge.
| Datum         | Rennen                          | Sieger           |
| ------------- | ------------------------------- | ---------------- |
| 26. März      | 2. Etappe Katalonien-Rundfahrt  | Michael Matthews |
| 30. März      | 6. Etappe Katalonien-Rundfahrt  | Michael Matthews |
| 18. Mai       | 7. Etappe Kalifornien-Rundfahrt | Cees Bol         |
| 2. Juni       | 21. Etappe Giro d’Italia (EZF)  | Chad Haga        |
| 31. August    | 8. Etappe Vuelta a España       | Nikias Arndt     |
| 13. September | Grand Prix Cycliste de Québec   | Michael Matthews |

## Erfolge in der UCI Europe Tour
In den Rennen der UCI Europe Tour 2019 der UCI Europe Tour gelangen die nachstehenden Erfolge.
| Datum         | Rennen                       | Kat. | Sieger        |
| ------------- | ---------------------------- | ---- | ------------- |
| 20. März      | Nokere Koerse                | 1.HC | Cees Bol      |
| 28. Mai       | 1. Etappe Norwegen-Rundfahrt | 2.HC | Cees Bol      |
| 25. September | Omloop van het Houtland      | 1.1  | Max Walscheid |

## Mannschaft
| Teamkader 2019                            | Teamkader 2019     | Teamkader 2019     | Teamkader 2019                        |
| Name                                      | Geburtsdatum       | Land               | Vorheriges Team                       |
| ----------------------------------------- | ------------------ | ------------------ | ------------------------------------- |
| Tom Dumoulin                              | 11. November 1990  | Niederlande        | Rabobank Continental (2011)           |
| Nicolas Roche                             | 3. Juli 1984       | Irland             | BMC Racing Team (2018)                |
| Chad Haga                                 | 26. August 1988    | Vereinigte Staaten | Optum-Kelly Benefit Strategies (2013) |
| Wilco Kelderman                           | 25. März 1991      | Niederlande        | LottoNL-Jumbo (2016)                  |
| Asbjørn Kragh Andersen                    | 9. April 1992      | Dänemark           | Waoo (2018)                           |
| Søren Kragh Andersen                      | 10. August 1994    | Dänemark           | Trefor-Blue Water (2015)              |
| Nikias Arndt                              | 18. November 1991  | Deutschland        | LKT Team Brandenburg (2012)           |
| Jan Bakelants                             | 14. Februar 1986   | Belgien            | AG2R La Mondiale (2018)               |
| Cees Bol                                  | 27. Juli 1995      | Niederlande        | SEG Racing Academy (2018)             |
| Roy Curvers                               | 27. Dezember 1979  | Niederlande        | Time-Van Hemert (2007)                |
| Johannes Fröhlinger                       | 9. Juni 1985       | Deutschland        | Team Milram (2010)                    |
| Chris Hamilton                            | 18. Mai 1995       | Australien         | Avanti IsoWhey Sports (2016)          |
| Jai Hindley                               | 5. Mai 1996        | Australien         | Mitchelton Scott (2017)               |
| Marc Hirschi                              | 24. August 1998    | Schweiz            | Development Team Sunweb (2018)        |
| Lennard Kämna                             | 9. September 1996  | Deutschland        | Stölting Service Group (2016)         |
| Max Kanter                                | 22. Oktober 1997   | Deutschland        | Development Team Sunweb (2018)        |
| Michael Matthews                          | 26. September 1990 | Australien         | Orica-BikeExchange (2016)             |
| Joris Nieuwenhuis                         | 11. Februar 1996   | Niederlande        | Development Team Sunweb (2018)        |
| Sam Oomen                                 | 15. August 1995    | Niederlande        | Rabobank Development (2015)           |
| Casper Pedersen                           | 15. März 1996      | Dänemark           | Aqua Blue Sport (2018)                |
| Robert Power                              | 11. Mai 1995       | Australien         | Mitchelton-Scott (2018)               |
| Michael Storer                            | 28. Februar 1997   | Australien         | Mitchelton Scott (2017)               |
| Martijn Tusveld                           | 9. September 1993  | Niederlande        | Roompot-Nederlandse Loterij (2017)    |
| Louis Vervaeke                            | 6. Oktober 1993    | Belgien            | Lotto-Soudal (2017)                   |
| Max Walscheid                             | 13. Juni 1993      | Deutschland        | Kuota-Lotto (2015)                    |
| Florian Stork (27. Mär.–31. Dez.)         | 27. April 1997     | Deutschland        | Development Team Sunweb (2019)        |
|                                           |                    |                    |                                       |
| Quellen: ProCyclingStats Cycling Quotient |                    |                    |                                       |